# 下手の横好き
下手の横好き（へたのよこずき）は、室町時代の日本からのことわざ。

## 概要
行っている物事が下手であろうと、その物事のことが好きであったり、熱心であるような人のことをいう。下手の横好きであるものの物事を行っている場合には、その物事は特技ではないということになる。

### 由来
この言葉に含まれている横好きの横というのは、道理に外れているや、正しくないという意味が含まれている。道理というのは、上手であれば好きであり下手であれば嫌いということであるのだが、これに当てはまっていないために道理から外れていることを意味する横が付いた。本来の話題ではなくなることを横道に逸れるというように使う横のようなものである。
この言葉が最初に用いられたのは室町時代である。狂言の書籍である『縄綯』で用いられており、これの登場人物のことを下手の横好きと批判する形で用いられていた。